# 比斯姆斯 (南達科塔州)
比斯姆斯（英語：Bismuth）是一座位於美國南达科他州卡斯特縣黑山的鬼鎮。

## 歷史
比斯姆斯大約成立於1901年，大致是一個由半打家庭組成的小型社區。包含一座商店和一個棒球俱樂部，但是現今僅存一座老式房屋，遺址為一野營地的一部分和一個人工湖。

## 地理
比斯姆斯坐落於卡斯特縣北境的黑山。建於伊隆溪之北。距離鬼鎮斯波坎西北大約1.5英里（2.4），拉什莫尔山東南5英里（8.0）。